# Villarino de los Aires
Villarino de los Aires es un municipio y localidad española de la provincia de Salamanca, en la comunidad autónoma de Castilla y León. Se integra dentro de la comarca de Vitigudino y la subcomarca de La Ribera (Las Arribes). Pertenece al partido judicial de Vitigudino.
En algunas ocasiones se le referencia como «la puerta de Las Arribes». Además del propio Villarino, su término municipal está formado por los núcleos de población de Cabeza de Framontanos, Las Cañadas, La Zarza de Don Beltrán y los barrios de La Rachita y Santa Catalina, ocupa una superficie total de 102,64 km² y según el padrón municipal elaborado por el INE en 2024, cuenta con una población de 739 habitantes. Parte de su territorio se sitúa dentro del parque natural de Arribes del Duero, espacio natural protegido de gran valor ambiental y turístico.

## Geografía
Villarino de los Aires se encuentra situado en el noroeste salmantino. Hace frontera con Portugal. Dista 85 km de Salamanca capital.

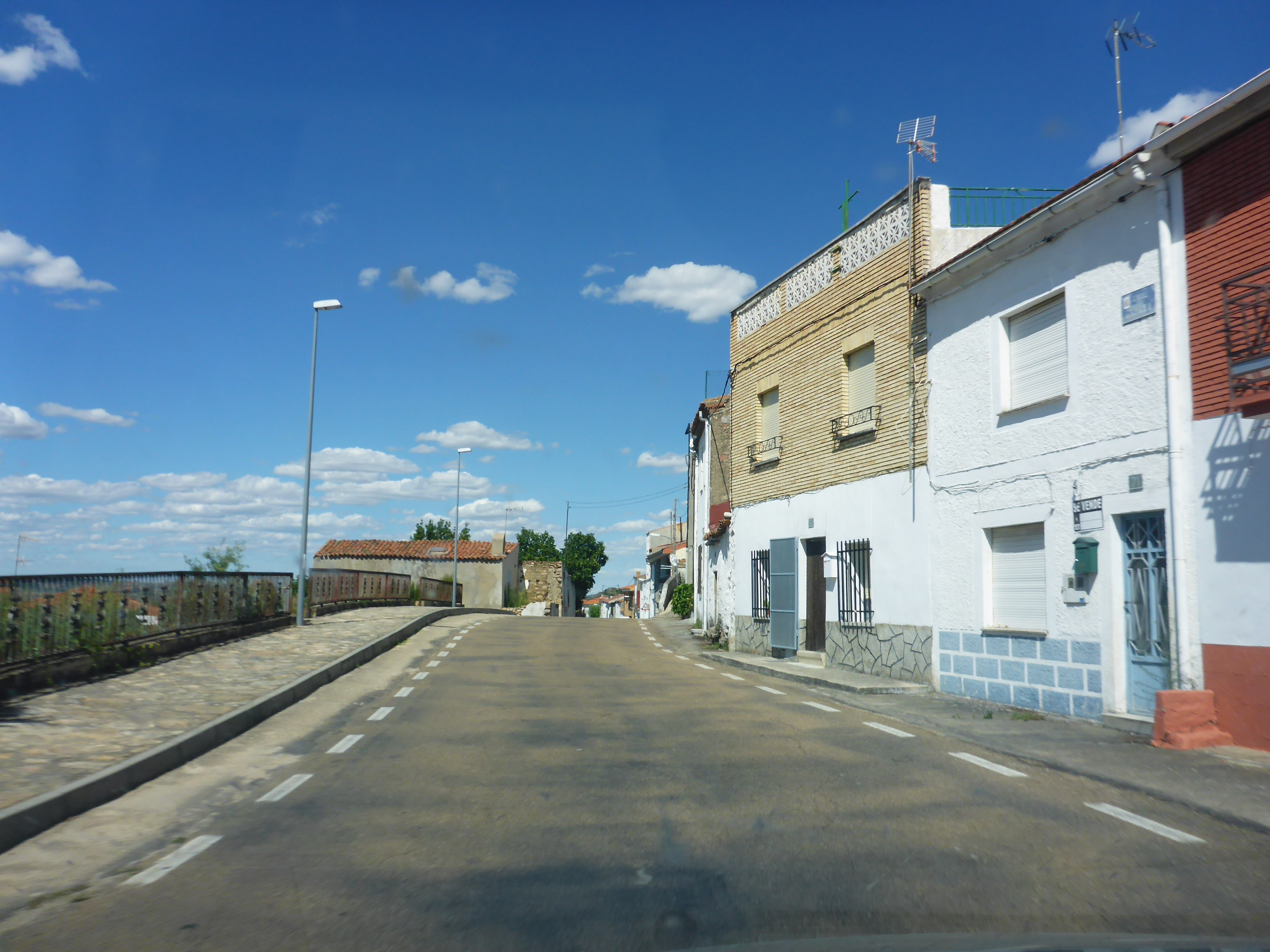
Travesía

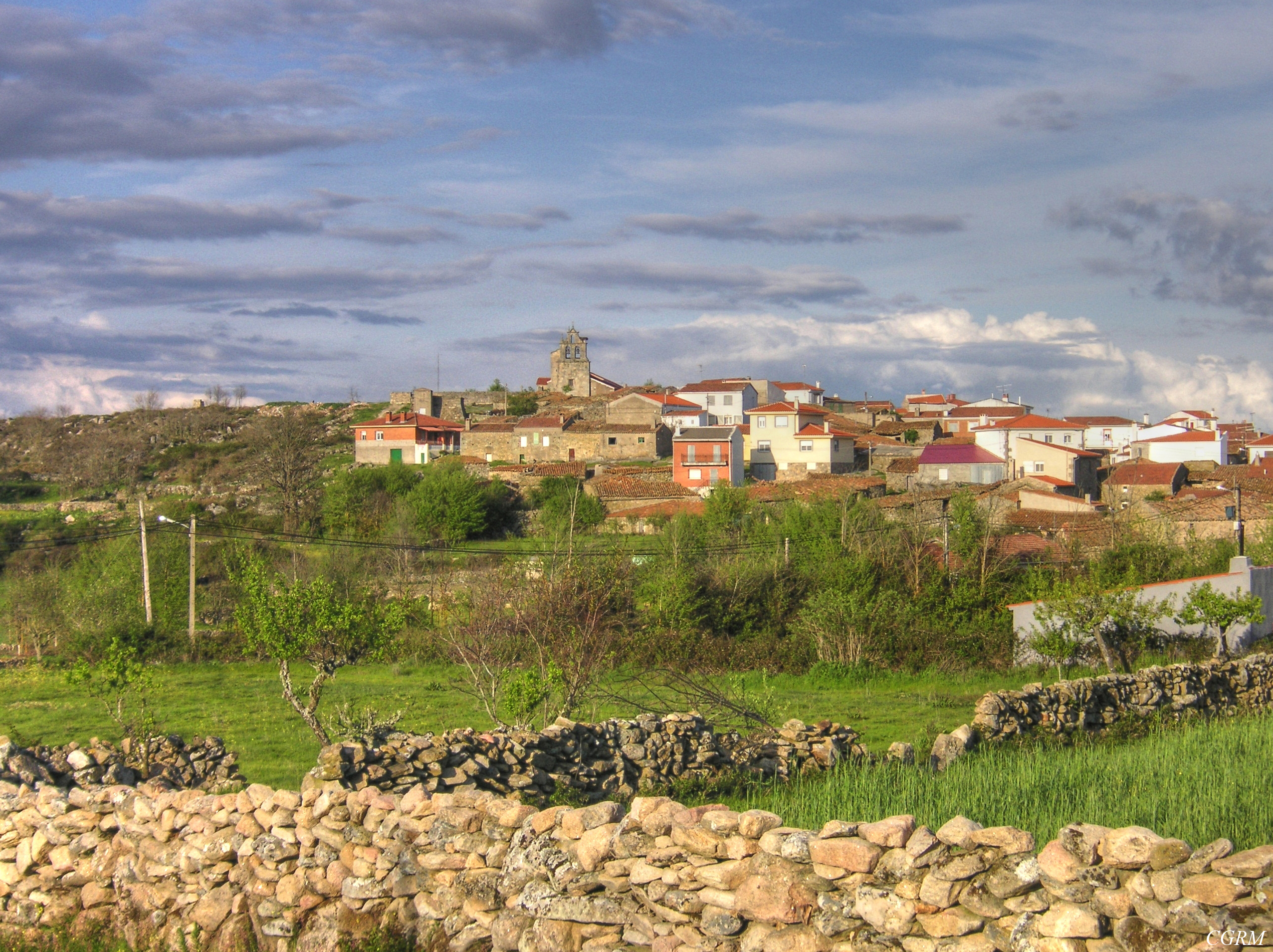
Cabeza de Framontanos

Se integra dentro de la comarca de La Ribera. Pertenece a la Mancomunidad Arribes del Duero y al partido judicial de Vitigudino.
En su término municipal están integradas las localidades de Cabeza de Framontanos y Villarino de los Aires.
Su término municipal se encuentra dentro del parque natural de Arribes del Duero, un espacio natural protegido de gran atractivo turístico.
| Noroeste: Bemposta (Portugal)        | Norte: Bemposta (Portugal) | Nordeste: Fermoselle (Zamora) |
| Oeste: Peredo da Bemposta (Portugal) |                            | Este: Trabanca                |
| Suroeste: Pereña de la Ribera        | Sur: Cabeza de Framontanos | Sureste: Trabanca             |

### Núcleos de población
El término municipal de Villarino está formado por la localidad de Villarino de los Aires, donde se sitúa el ayuntamiento, además de por los barrios de La Rachita y Santa Catalina, así como por los núcleos de población anejos de Cabeza de Framontanos, Las Cañadas y La Zarza de Don Beltrán, que se sitúan ya en la penillanura de la Tierra de Vitigudino, subcomarca de La Ramajería.
El núcleo de población de Villarino de los Aires cuenta con dos zonas diferenciadas, los poblados de «La Rachita» y «Santa Catalina». El primero fue construido debido a la necesidad de albergar a toda la plantilla de Iberduero, la actual Iberdrola, que se trasladó al municipio para trabajar en la central hidroeléctrica y en las oficinas que una vez hubo allí. El segundo se generó en torno a los barracones en los que vivían los obreros que construyeron la central. La escarpada topografía ayuda a diferenciar las distintas zonas del municipio.
Cabeza de Framontanos es una localidad de algo menos de 100 habitantes situada a 8 km al sur de Villarino. Fue un municipio independiente hasta el año 1974, momento en el que se anexiona a Villarino fundamentalmente debido a la falta de medios económicos para prestar los servicios mínimos obligatorios. Ahora no posee ayuntamiento pero sigue manteniendo por ejemplo sus propias fiestas patronales en San Juan.
La Zarza de Don Beltrán fue en su día un pequeño poblado de jornaleros perteneciente al término municipal de Cabeza de Framontanos. Hoy en día abandonado se trata de una finca particular, con una única casa reformada y acondicionada como vivienda y su iglesia medio derruida. Aunque antiguamente existía un camino desde La Cabeza, hoy se accede por la zona de Ahigal de Villarino, a través de la SA-315.

## Símbolos

### Escudo
El escudo heráldico que representa al municipio fue aprobado el 18 de febrero de 1994 con el siguiente blasón:

«Escudo partido. Primero, de oro con una barca de sable, puesta sobre ondas de azur, calzado de azur. Segundo de gules con una hostia de plata, rafagada de oro, y cargada de las letras I H S, de sable. Timbrado de la Corona Real Española»
Boletín Oficial de Castilla y León nº 47 de 9 de marzo de 1994

### Bandera
El ayuntamiento no ha adoptado aún una bandera para el municipio.

## Historia

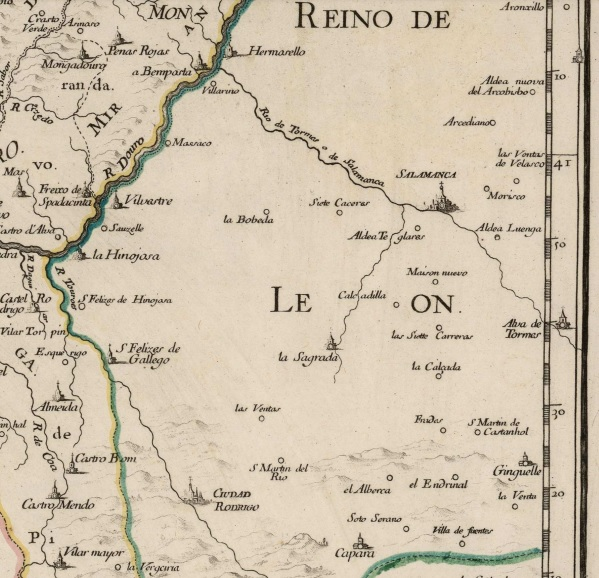
Mapa del año 1666 en el que aparece Villarino

La Reconquista de la zona, hasta entonces bajo dominio musulmán, la realiza el Reino de León, que surge a partir del Reino de Asturias de Don Pelayo y del que luego se subdividirían y/o desgajarían el Condado de Castilla, el Reino de Galicia y el Reino de Portugal. La repoblación de las tierras conquistadas llevada a cabo por los reyes leoneses planteó una disposición muy distinta de la actual, basando su desarrollo en el modelo repoblador gallego, que consistía en disponer muchas aldeas de pequeño tamaño y muy próximas entre sí, esquema que a la larga hizo insostenibles económicamente a muchas de ellas. En documentos de 1265 están registradas «Simirera», «Aveto» o «Robredo de las Casas» (posteriormente «Robredo de Santo Domingo»). En los siglos XIV y XV existieron con parroquia propia las de «Quadrilleros» (en Corporario de la Ribera), la de «Alcornocal» (próxima al Teso Alcornoque de Aldeadávila) y la de «La Revilla de Aldeadávila», que fueron abandonadas hacia los siglos XVII y XVIII. Finalmente perduraron hasta el siglo XIX las de «La Verde» (o «Santa Marina») y la de «Robredo de Santo Domingo». Gracias a los esfuerzos de vecinos de pueblos como Aldeadávila de la Ribera y La Zarza de Pumareda se están empezando a rescatar restos medievales de tumbas y ermitas.
La historia nos cuenta que Villarino, al igual que el resto de localidades salmantinas fronterizas con Portugal y ribereñas del Duero, perteneció al concejo de Ledesma durante la Edad Media, habiendo sido representado por sus señores medievales o de realengo en las Cortes del Reino de León de 1188, consideradas la cuna del parlamentarismo a nivel mundial. 

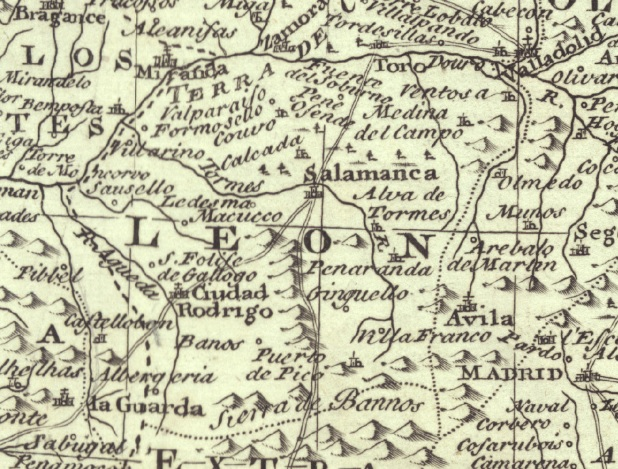
Detalle del mapa A new & accurate map of Spain and Portugal, realizado en 1780 por Eman Bowen, en el que puede observarse Villarino

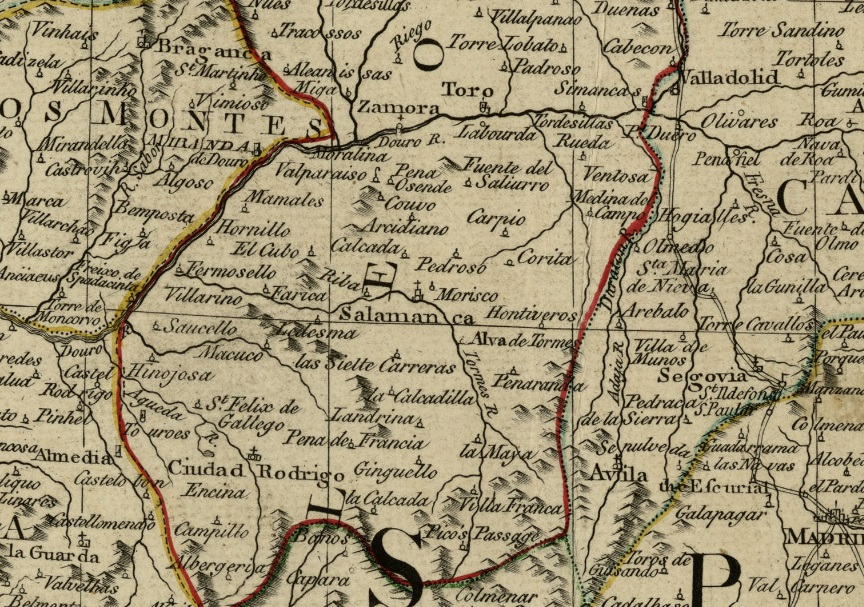
Detalle del mapa A new map of the kingdoms of Spain and Portugal with their principal divisions, publicado en 1794 por Laurie y Whittle, en el que puede observarse Villarino

Con la muerte de Alfonso IX de León en 1230, su hijo Fernando III el Santo, quien ya era rey de Castilla, hereda el Reino de León, pero mantiene sus propias estructuras durante la Edad Moderna, conservando tanto sus instituciones como sus características de organización territorial, lo que se reflejará en la cartografía de los siglos XVI, XVII y XVIII.
Coincidiendo con el Tratado de Alcañices (1297), se indica que el concejo de Ledesma pertenecía al Señorío del infante Pedro. Posteriormente, en documentos de la celebración de las Cortes de Castilla y León el 22 de julio de 1315 en Burgos, se nos dice que los procuradores de Ledesma piden que sean restituidas a su concejo, con todos sus derechos, las aldeas de Dieza -Mieza de la Ribera-, Aldea d'Avila -Aldeadávila de la Ribera-, Darios -Corporario-, Cabeza de Furamontanos -Cabeza de Framontanos-, Penna -Pereña de la Ribera- y Villarino de Arias -Villarino de los Aires-, algo a lo que la regencia del futuro rey Alfonso XI accede. Las Cortes de Valladolid de 1322, ya muerto el infante Pedro, confirman el traslado de la comarca de La Ribera de nuevo al concejo de Ledesma. Estos antiguos textos nos hacen pensar que las aldeas de la zona fueron fortificadas en dicha época, para evitar nuevas ocupaciones portuguesas como las que realizó en 1296 el rey Dionisio I de Portugal, que se adentró hasta Simancas (Valladolid) y se anexionó posteriormente toda la comarca de Ribacoa, hasta entonces perteneciente al Reino de León.
Durante los reinados de Alfonso XI, Pedro I y Enrique II, el territorio de las Arribes del Duero vuelve a señorializarse y a tener sentido militar. Es donado a una sucesión de infantes bastardos y futuras reinas y reyes, entre ellos al infante Fernando Alfonso y a la reina Leonor de Alburquerque que se casa con Fernando I de Aragón en 1393, uniendo su Señorío al de las «cinco villas».
Hacia 1476, el pueblo de Villarino compra a Don Gonzalo de Mercado la mitad del lugar de Trabanca, con lo que Villarino comienza su despegue económico. La segunda mitad del XV conoce una gran prosperidad en la zona y una redistribución importante de la población, siendo Ledesma, Aldeadávila, Villarino, Pereña, Masueco de la Ribera y Mieza los núcleos más poblados.
Hacia 1500 se crean seis Rodas, en la comarca de La Ribera las de Villarino y Mieza, aunque poco antes de 1534 la de Villarino se subdivide creándose la de Mazuecos -Masueco-. Cada roda tenía derecho a un escribano de número para celebrar escrituras públicas. En el desarrollo económico de esta época tuvieron mucho que ver la exención de impuestos dictada por Enrique IV en 1465 y el retorno de judíos conversos portugueses a partir de 1530, que potenciaron y desarrollaron el comercio de tejidos y los estancos de determinados productos. Hacia 1600 se constituye un Señorío en la zona, que por donación real ostenta Alfonso Fernández de Villarino, que lo transmite a su hijo Gonzalo y posteriormente al explorador del Perú Martín de Ledesma Valderrama. Entre sus lugares y sus términos figuraban Mazuelos -Masueco-, Aldea Dávila -Aldeadávila-, Corpario -Corporario-, La Vídola, Fuentes, Villasbonas -Villasbuenas-, La Badina, Villamuerto -Villarmuerto-, Grandes, Grandenos y Herbalejos, entre otros. La intervención urbanística de Martín de Ledesma en Villarino fue muy importante hacia 1624 «e lo que compré de Gonzalo Fernández, fijo de Alfonso Fernández de Villarino, en el dicho lugar de Villarino, la mitad del lugar que yo fice nuevo dentro en el corral de las mismas casas del dicho lugar de Villarino». 

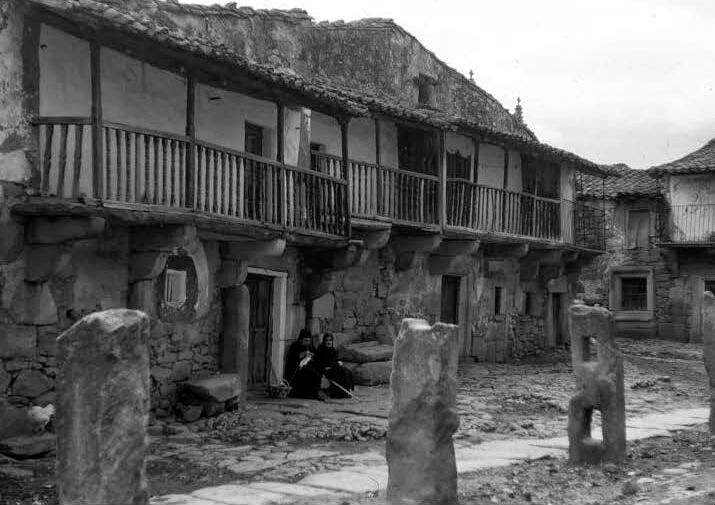
Arquitectura tradicional riberana en Villarino de los Aires (1959)

Con la división territorial de España de 1833 en la que se crean las actuales provincias, Villarino queda encuadrado dentro de la Región Leonesa, formada por las provincias de León, Zamora y Salamanca, de carácter meramente clasificatorio, sin operatividad administrativa, que a grandes rasgos vendría a recoger la antigua demarcación del Reino de León (sin Galicia ni Asturias).
La plaga de filoxera que atacó los viñedos de Villarino en torno a 1890 produjo un importante movimiento de emigración desde la localidad hacia la isla de Cuba, fundándose en 1919 el «Club Villarino» de La Habana como lugar de encuentro para los inmigrantes de esta localidad, en el que mantuvieron vivas su vínculo y su cultura, centro que pervive hasta la actualidad.
Finalmente, en 1974 el término municipal de Villarino se vio ampliado, al integrarse en él la localidad de Cabeza de Framontanos.

### Las armas
En torno al año 1896 está documentada en Villarino la tenencia de armas por parte de los jóvenes de la localidad, tanto armas blancas como armas de fuego. Todas las noches al atardecer se realizaba la «descarga de armas», rito en el que, al más puro estilo del lejano oeste, los jóvenes se reunían en un ambiente revanchista para ajustar cuentas, cosa que, ante la pasividad de las autoridades, conllevaba la muerte de varios mozos a manos de otros de la misma localidad o de otras como Aldeadávila de la Ribera, con los que existía cierta rivalidad, y que todavía hoy existe, sin pasar de la mera broma. Fue por acción de los padres jesuítas, especialmente por obra del padre Conde, que esta afición dejó de producirse, ya que este en sus misiones por la zona, al percatarse de la barbarie, realizó una conferencia que caló tan hondo en los jóvenes del municipio que, tras escucharle durante media hora, se dice que desfilaron en procesión ante la imagen del corazón de Jesús, cantando el «Corazón Santo», hacia la Ermita del Humilladero, donde depositaron pistolas, cuchillos, revólveres, puñales, navajas y otras armas. Como recuerdo de este acto se colocó en la iglesia del pueblo un gran corazón de 2 metros de altura, cubierto en toda su extensión con las armas que los mozos entregaron y pudiendo leer a sus pies un letrero que dice «Los mozos de Villarino entregan sus armas al Sagrado Corazón de Jesús».

## Demografía
Villarino de los Aires cuenta con una población de 739 habitantes (INE 2024).
| Gráfica de evolución demográfica de Villarino entre 1842 y 2021 |
| |
| Población de derecho según los censos de población del INE Población de hecho según los censos de población del INEEn este censo se denominaba Villarino de los Aires: 2001 Entre el censo de 1981 y el anterior, crece el término del municipio porque incorpora a 37064 (Cabeza a Framontanos) |

Según el Instituto Nacional de Estadística, Villarino tenía, a 31 de diciembre de 2018, una población de 805 habitantes, de los cuales 417 eran hombres y 388 mujeres. Respecto al año 2000, el censo refleja 1067 habitantes, de los cuales 540 eran hombres y 527 mujeres. Por lo tanto, la pérdida de población en el municipio en el periodo 2000-2018 ha sido de 262 habitantes, un 25% de descenso.
El municipio se divide en cuatro núcleos de población. De los 805 habitantes que poseía el municipio en 2018, Villarino contaba con 734 y Cabeza de Framontanos con 71. En Las Cañadas y La Zarza de Don Beltrán no constan habitantes censados.

## Economía
El pueblo es conocido por acoger una de las mayores centrales hidroeléctricas de la cuenca del Duero y de toda España (segunda en potencia). Construida en 1970, obtiene el agua a partir del río Tormes en el embalse de Almendra situado en el pueblo del mismo nombre a 15 km. Se conduce el agua a través de un conducto subterráneo que llega hasta Villarino. Una vez utilizada, el agua es devuelta al río Duero.
Aparte de la central hidroeléctrica, y gracias al microclima del que disfruta la comarca de La Ribera, las cooperativas de aceite de oliva y vino son las otras dos importantes ocupaciones del pueblo. En los últimos tiempos el turismo está comenzando a moverse gracias a las casas rurales y el espléndido paraje que se puede divisar desde el pueblo. Así, a la ermita de San Cristóbal y el propio pueblo se le unen distintos miradores y Ambasaguas, lugar donde se unen el río Tormes y el río Duero.

## Administración y política

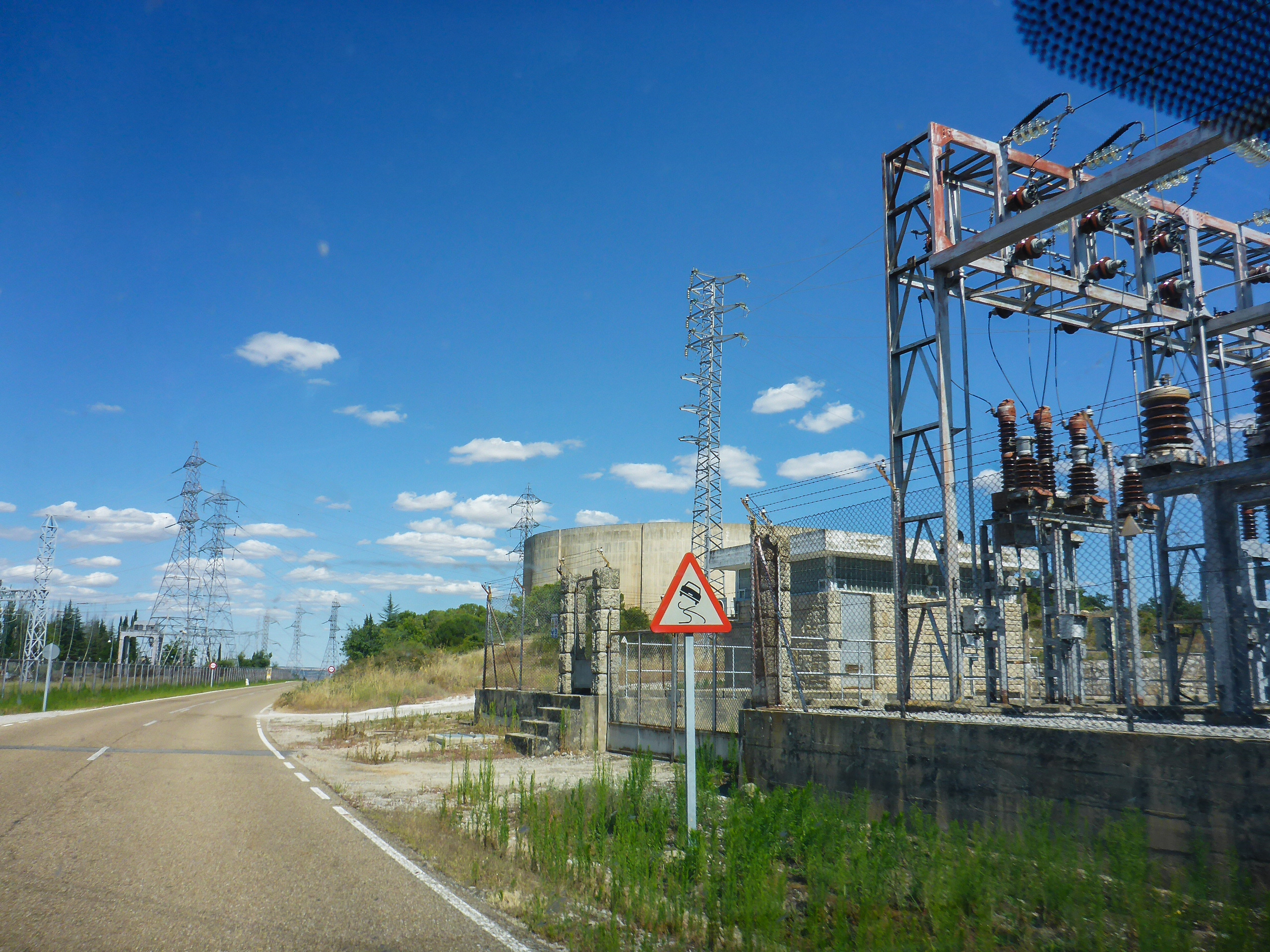
Subestación hidroeléctrica

### Gobierno municipal
El resultado de las elecciones municipales celebradas el 22 de mayo de 2011 fue de 3 concejales para el PP, 2 para el PSOE y 2 para la AVA (Agrupación de electores de Villarino de los Aires). La corporación del Ayuntamiento de Villarino de los Aires fue encabezada por el primer edil del PP, José Martín Montes, que tomó posesión como alcalde el día 11 de junio de 2011 por mayoría simple, pero el 5 de noviembre de 2012 el PSOE y la AVA, presentaron una moción de censura debido, según las razones esgrimidas, a la inhabilitación para la función pública a la que por orden judicial fue condenado el alcalde popular. La moción desbancó de la alcaldía al PP, pasando a ocupar el cargo desde ese momento el edil socialista Sergio Barroso Ullán.
En las elecciones municipales de 2015 la lista más votada fue la agrupación de electores Villarino y Cabeza (VyC), que logró 3 concejales mientras que el PP y el PSOE consiguieron 2 cada uno. En la sesión de investidura del 13 de junio resultó elegido alcalde el edil popular Julián Martín, gracias al apoyo de los socialistas, que sumaron 4 votos frente a los 3 del grupo vecinal VyC.
En las elecciones municipales de 2019 el PP obtuvo mayoría absoluta, revalidando el cargo el alcalde Julián Martín. Posteriormente, en julio de 2021, dos ediles del PP decidieron pasarse al grupo de no adscritos, dejando al gobierno municipal en minoría.
En las elecciones municipales de 2023 el PP ganó las elecciones con mayoría absoluta y fue reelegido como alcalde Julián Martín. Sin embargo, en mayo de 2025 Julián Martín perdió su acta de concejal tras haber sido inhabilitado por la Audiencia Provincial de Salamanca para empleo o cargo público y para el ejercicio del derecho de sufragio pasivo por tiempo de 9 años, por un delito de prevaricación. Finalmente, el 13 de junio de 2025 fue elegido como nuevo alcalde Matías Martín, con el voto a favor de los cuatro concejales del PP.
| Periodo   | Nombre                        | Partido | Partido                                  |
| --------- | ----------------------------- | ------- | ---------------------------------------- |
| 1979-1983 | Manuel Hernández Parra        |         | Unión de Centro Democrático (UCD)        |
| 1983-1987 | Luis Filgueira Canal          |         | Partido Socialista Obrero Español (PSOE) |
| 1987-1991 | Luis Filgueira Canal          |         | Independiente                            |
| 1991-2001 | Juan Manuel Benito Hernández  |         | Partido Popular (PP)                     |
| 2001-2003 | Juan Antonio Fonseca Ruano    |         | Partido Popular (PP)                     |
| 2003-2007 | Consolación Salvador Salvador |         | Partido Socialista Obrero Español (PSOE) |
| 2007-2012 | José Martín Montes            |         | Partido Popular (PP)                     |
| 2012-2015 | Sergio Barroso Ullán          |         | Partido Socialista Obrero Español (PSOE) |
| 2015-2025 | Julián Martín Jiménez         |         | Partido Popular (PP)                     |
| 2025-act. | Matías Martín Martín          |         | Partido Popular (PP)                     |

| Partido político                                        | 2023  | 2023  | 2023       | 2019  | 2019  | 2019       | 2015  | 2015  | 2015       | 2011  | 2011  | 2011       | 2007  | 2007  | 2007       | 2003  | 2003  | 2003       | 1999  | 1999  | 1999       | 1995  | 1995  | 1995       | 1991  | 1991  | 1991       | 1987  | 1987  | 1987       |
| Partido político                                        | %     | Votos | Concejales | %     | Votos | Concejales | %     | Votos | Concejales | %     | Votos | Concejales | %     | Votos | Concejales | %     | Votos | Concejales | %     | Votos | Concejales | %     | Votos | Concejales | %     | Votos | Concejales | %     | Votos | Concejales |
| Partido Popular (PP)-Alianza Popular (AP)               | 49,58 | 299   | 4          | 47,12 | 294   | 4          | 35,79 | 248   | 2          | 38,00 | 247   | 3          | 52,28 | 401   | 5          | 36,07 | 312   | 4          | 53,08 | 474   | 5          | 58,98 | 532   | 6          | 49,44 | 445   | 5          | 27,45 | 260   | 3          |
| Grupo Vecinal Villarino y Cabeza (VyC)                  | 34,49 | 208   | 2          | 39,90 | 249   | 3          | 37,37 | 259   | 3          | —     | —     | —          | —     | —     | —          | —     | —     | —          | —     | —     | —          | —     | —     | —          | —     | —     | —          | —     | —     | —          |
| Partido Socialista Obrero Español (PSOE)                | 14,92 | 90    | 1          | 11,70 | 73    | 0          | 24,96 | 173   | 2          | 31,54 | 205   | 2          | 46,41 | 356   | 4          | 29,83 | 258   | 3          | 20,60 | 184   | 2          | 33,81 | 305   | 3          | 34,89 | 314   | 4          | 5,91  | 56    | 0          |
| Unidad Regionalista de Castilla y León (URCL)           | —     | —     | —          | —     | —     | —          | —     | —     | —          | —     | —     | —          | —     | —     | —          | 25,09 | 217   | 2          | 25,08 | 224   | 2          | —     | —     | —          | —     | —     | —          | —     | —     | —          |
| Agrupación de electores de Villarino de los Aires (AVA) | —     | —     | —          | —     | —     | —          | —     | —     | —          | 21,54 | 140   | 2          | —     | —     | —          | —     | —     | —          | —     | —     | —          | —     | —     | —          | —     | —     | —          | —     | —     | —          |
| Coalición SI por Salamanca (SI)                         | —     | —     | —          | —     | —     | —          | —     | —     | —          | 5,23  | 34    | 0          | —     | —     | —          | —     | —     | —          | —     | —     | —          | —     | —     | —          | —     | —     | —          | —     | —     | —          |
| Partido Regionalista del País Leonés (PREPAL)           | —     | —     | —          | —     | —     | —          | —     | —     | —          | —     | —     | —          | —     | —     | —          | —     | —     | —          | —     | —     | —          | 6,10  | 55    | 0          | —     | —     | —          | —     | —     | —          |
| Centro Democrático y Social (CDS)                       | —     | —     | —          | —     | —     | —          | —     | —     | —          | —     | —     | —          | —     | —     | —          | —     | —     | —          | —     | —     | —          | —     | —     | —          | 8,44  | 76    | 0          | 8,76  | 83    | 0          |
| Independientes por Villarino                            | —     | —     | —          | —     | —     | —          | —     | —     | —          | —     | —     | —          | —     | —     | —          | —     | —     | —          | —     | —     | —          | —     | —     | —          | 6,89  | 62    | 0          | —     | —     | —          |
| Independiente (Luis Filgueira)                          | —     | —     | —          | —     | —     | —          | —     | —     | —          | —     | —     | —          | —     | —     | —          | —     | —     | —          | —     | —     | —          | —     | —     | —          | —     | —     | —          | 57,12 | 541   | 6          |

El alcalde de Villarino de los Aires no recibe ningún tipo de prestación económica por su trabajo al frente del Ayuntamiento (2017).

#### Evolución de la deuda viva municipal
El concepto de deuda viva contempla solo las deudas con cajas y bancos relativas a créditos financieros, valores de renta fija y préstamos o créditos transferidos a terceros, excluyéndose, por tanto, la deuda comercial.
| Gráfica de evolución de la deuda viva del Ayuntamiento de Villarino entre 2008 y 2023                            |
| |
| Deuda viva del Ayuntamiento de Villarino de los Aires, en miles de euros, según datos del Ministerio de Hacienda |

## Monumentos y lugares de interés

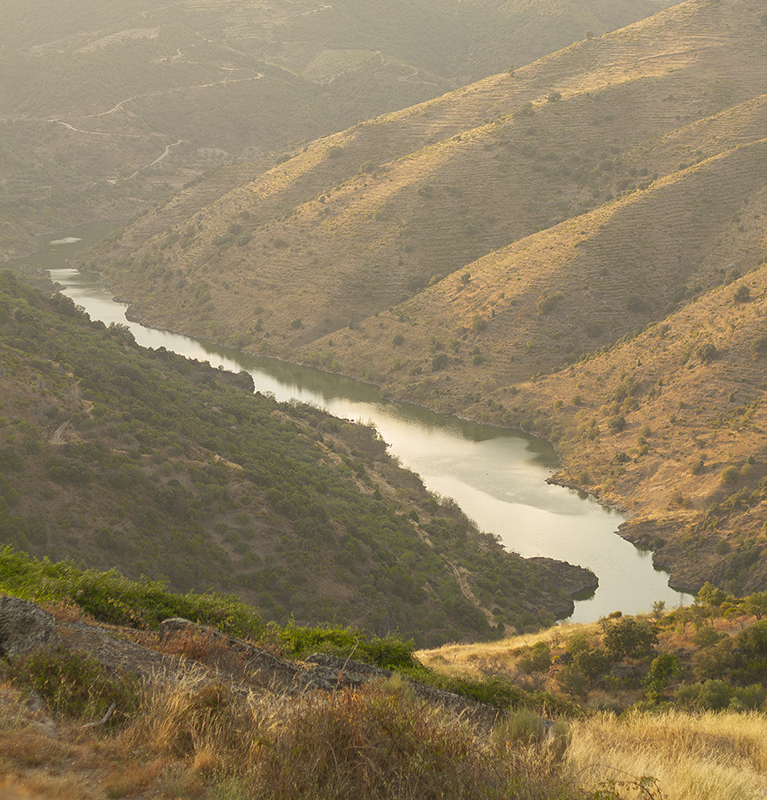
Vistas de las arribes en verano, desde el mirador de La Rachita

### Monumentos religiosos
- Iglesia parroquial de Santa María la Mayor
- Ermita de San Cristóbal
- Ermita de San Roque

### Miradores
- Mirador de La Falla
- Mirador del Duero
- Mirador de La Rachita
- Mirador del Teso de San Cristóbal

## Cultura
Las Arribes constituye una de las comarcas de mayor personalidad cultural dentro de la provincia de Salamanca, pues se distingue entre otras cosas, por la peculiaridad de su paisaje, sus manifestaciones folklóricas y su arquitectura así como por, antiguamente, los rasgos lingüísticos dialectales derivados de la lengua asturleonesa.

### Habla
En toda la comarca de La Ribera existió antiguamente una profunda y arraigada influencia del leonés, concretamente se utilizaba una variedad local denominada como habla riberana. El propio topónimo de Villarino de los Aires procede de esta lengua, en la que «villar» significa «pueblo», al que se le agrega el diminutivo leonés «inu», correspondiente al «ino» castellano.
La canción del «burro del tío Silguero», conocida fuera de la localidad como la del «burro de Villarino», es la reminiscencia más destacada de la lengua tradicional en la zona pues fue compuesta en habla riberana y posteriormente castellanizada. En la actualidad sigue siendo muy conocida y el famoso burro, que tiene una escultura de granito frente a las escuelas, se ha convertido en emblema.

### Arquitectura
Los pueblos de La Ribera cuentan con una arquitectura tradicional propia, resultado de su geografía, su microclima y sus gentes. Uno de los factores por los que se ha conservado mejor que en otras zonas puede haber sido su localización fronteriza, aislada con respecto a las principales ciudades de la meseta. Entre los pueblos comarcanos, Villarino es uno de los que mejor la conserva.
La típica casa riberana de vivienda habitual suele presentar una única fachada ya que se sitúa junto a otras edificaciones adyacentes. Dos formas estéticas son muy características, pintada de blanco (antiguamente con cal) o con la mampostería de piedra al descubierto. Del segundo piso sobresale un gran balcón característicamente adornado con macetas de flores que protege de la lluvia a la puerta principal, inmediatamente debajo. Junto a ella suele haber un «poyo» o asiento. En algunos casos en lugar del balcón existe una ventana adornada con dos «morillos» o piedras a modo de alféizar. Entre los ejemplos de las muchas casas representativas que todavía se conservan en Villarino de los Aires, se encuentran por ejemplo el número 2 de la Plaza Mayor, o el 11, que acoge una oficina de Caja Duero, así como el número 23 de la Calle Aceras, que la Diputación de Salamanca indica como ejemplo de la arquitectura tradicional de la comarca en el artículo que la revista turística Emociones dedica a este tema.
El balcón es quizás el elemento más característico de la arquitectura revirana por lo que uno de ellos se encuentra expuesto en el jardín situado en frente de las escuelas, junto a la escultura del burro del tío Silguero. Se puede presentar techado o sin techar. A veces pequeño o grande, dependiendo de las dimensiones de la morada, y siempre soportado por vetustas ménsulas.
Dentro del patrón común de la comarca, en Villarino era común dedicar la primera planta al uso exclusivo de pocilgas, cuadras, pajares y/o bodegas. Por este motivo, las casas que se organizaban de esta manera presentaban un exterior distinto. En lugar del imponente balcón, tenían dos puertas en fachada, una para la primera planta y otra para la segunda, la zona habitable, a la que se accedía por una escalera exterior desde la calle. En estos casos, la planta superior además de acoger la habitación con vistas a la calle y la escalera de acceso al «sobrao», también albergaba la cocina y su despensa. Con el paso de los años el interior de las viviendas ha ido evolucionado hacia una disposición más moderna pero en lo referente a la apariencia exterior, los pueblos con arquitectura tradicional definitoria tienden a buscar mantener la estética de antaño para atraer el turismo.
Las puertas y ventanas son generalmente revestidos por sillares de granito en estructura redondeada en la parte superior.
También son muy característicos los cruceros así como los chozos y las cortinas del campo. Los chozos son construcciones abovedadas, de planta circular o cuadrada, que sirven para refugiar de la lluvia a los pastores a los que les sorprendía en mitad del campo. Las cortinas, muy representativas del paisaje, son fincas de aprovechamiento agrícola y/o ganadero que están delimitadas por característicos muretes de piedra.

### Fiestas

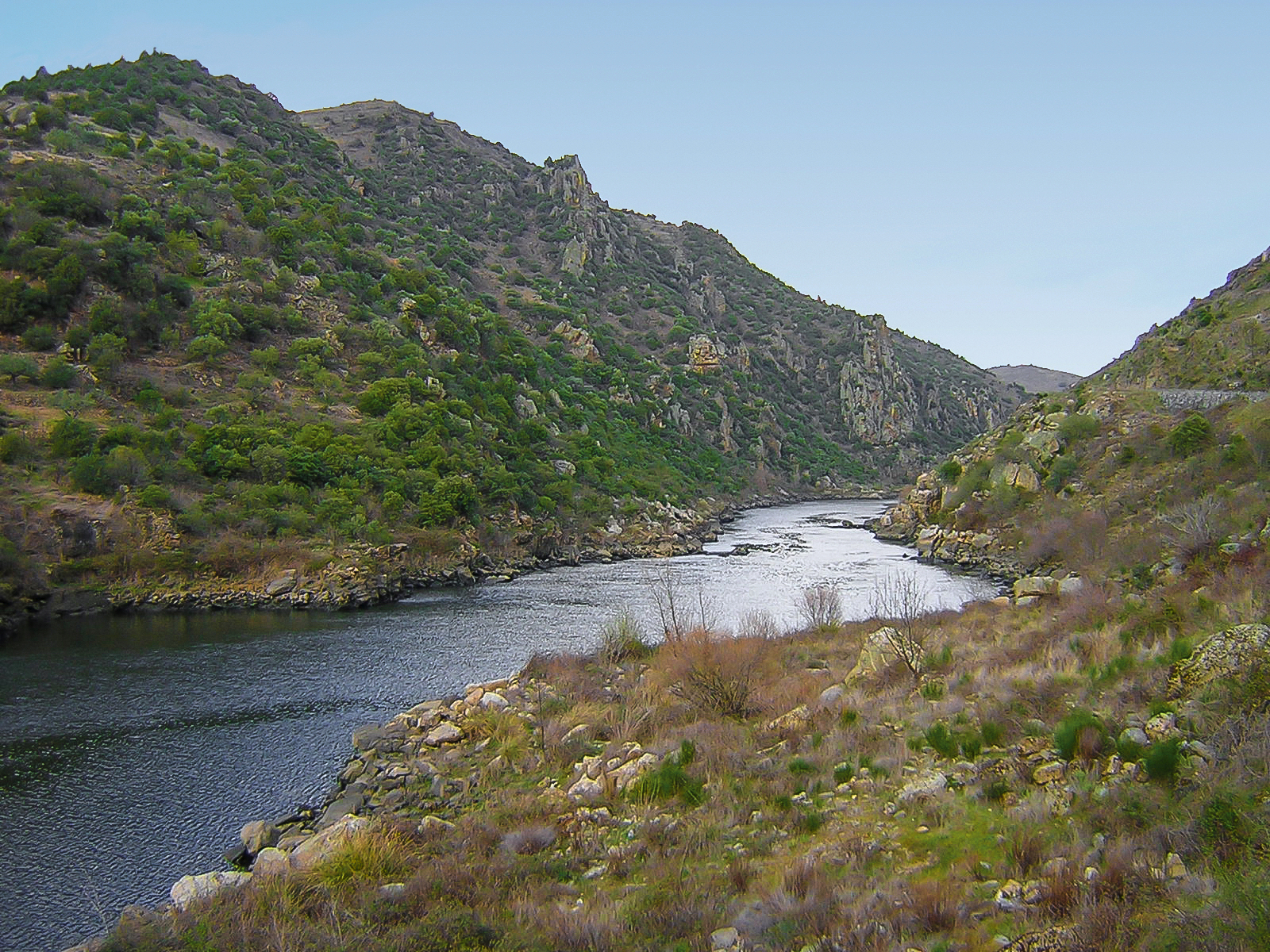
El Duero a su paso por Villarino

Celebra sus fiestas patronales en agosto, en honor de San Roque (16 de agosto), a partir de la segunda semana del mismo mes. El pueblo es conocido por sus encierros (tres días) y sus respectivas corridas en la plaza portátil que se instala en la misma Plaza Mayor del pueblo.
Otro día significativamente festivo es el Día del Hornazo, que se celebra el lunes de Pascua, la semana anterior al Lunes de Aguas. Ese día casi todo el vecindario sale a comer la merienda al campo, la mayor parte al Teso de San Cristóbal, situado a 4 km del pueblo. Entre otras viandas, se consume el típico hornazo de Salamanca, y se celebra una capea con vaquillas en una pequeña plaza de piedra situada cerca de la ermita de San Cristóbal.
Los patronos secundarios del pueblo son San Juan de Sahagún (12 de junio) y San Cristóbal (10 de julio).

### Leyendas

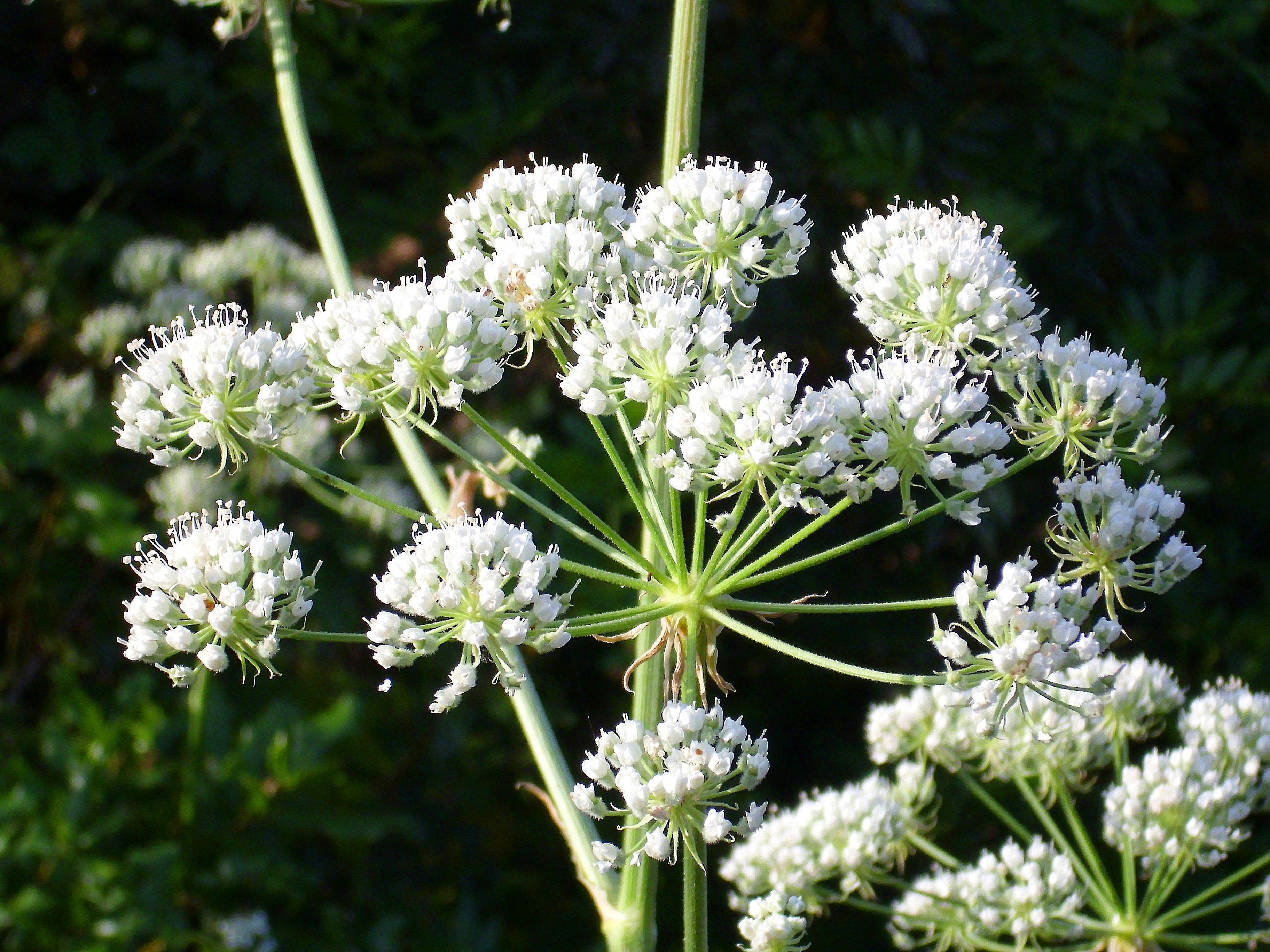
Caña de San Juan

En Villarino existió antiguamente una creencia en las brujas bastante arraigada, de la que hoy existen todavía ciertas reminiscencias, sobre todo con respecto al uso ritual de la botánica para prevenir y luchar contra el mal de ojo. Existe una gran riqueza patrimonial en este sentido, especialmente en la utilización de la caña de San Juan, como remedio preventivo o curativo, pues todavía se recoge, especialmente en la zona del Teso de San Cristóbal, para secarse y mantenerse en puertas y ventanas. En algunas chimeneas se colocaban botellas que se llenaban de agua bendita. El olivo, laurel y el romero también se utilizan, son un simbolismo pagano que la religión cristiana ha asimilado, especialmente en lo que rodea el Domingo de Ramos, el Corpus Christi y la noche de San Juan, la representación más importante de la unión entre lo pagano y lo cristiano. En Villarino la hoguera se realiza el 11 de junio, pues se celebra San Juan de Sahagún. Cierto año existió una plaga importante de pulgones y el pueblo metió en un sombrero 60 nombres de santos, saliendo tres veces seguidas el nombre de San Juan de Sahagún. La plaga desapareció, por lo que desde entonces se honra a este santo. En la hoguera se queman el tomillo de San Juan, caña de San Juan y la hierba mal de ojo. El hecho de saltar la hoguera se entendería como ritual para purificarse con el humo. Algunas señoras recogían algunas cenizas para colocar debajo de la almohada en un escapulario con el fin de protegerse durante todo el año.
El laurel era un elemento consagrado al dios Apolo, cuyo principal objetivo era la protección de la casa. En la década de los 50, el pueblo se engalanaba y las calles se llenaban de plantas, fundamentalmente tomillo y romero, que eran bendecidos en el momento en que el santo pasaba por encima. El papel que tenía el Corpus Christi lo representa hoy la procesión de San Roque.
La concepción popular de la bruja en Villarino era la de una mujer anciana, encorvada, canosa, envidiosa y rencorosa, que tenía el poder de echar mal de ojo, influencia mágica que perjudica la salud de las personas, en una época en la que la razón era incapaz de explicar una enfermedad o una mala cosecha. Poder que se transmitía de forma materno filial, pues se decía que era en el momento de la muerte cuando la bruja madre se lo pasaba a la hija en el instante que le daba la mano, justo antes de morir. Los muchachos del pueblo evitaban a las mujeres con cabellos blancos por miedo a que pudieran causarles el mal de ojo. Estos cruzaban los dedos a escondidas cuando pasaban cerca de ellas, como protección. Este tipo de gestos reflejan cómo las creencias mágicas formaban parte de la vida cotidiana, incluso en tiempos no tan lejanos.
Se dice que las brujas en Villarino realizaban aquelarres en el valle de Zarapayas, donde se reunían todas las brujas de la comarca de La Ribera, más las de la vecina comarca zamorana de Sayago. «Zarapayar» en asturleonés significa enredar. Aparece también en el diccionario de la lengua gallega, escrito «zarapallar». Se decía que atravesaban los zarzales y pasaban bajo los nogales para llevar a cabo sus rituales, entre ellos, pasarse un bebé mientras cantaban: «Tómalo payá, tráelo pacá». Esta leyenda parece tener su origen en un hecho trágico: la muerte de dos niños en el molino de Zarapayas, lo que llevaría a que se extendiese la leyenda de que era peligroso o «endemoniado», especialmente para los niños, y así evitar que se acercaran al lugar. Villarino fue oficialmente declarado pueblo de brujas por la Inquisición. En 1591 se celebró un proceso contra dos brujas en Villarino, que fueron quemadas en la hoguera.
En 1952, el párroco de Villarino, Juan Manuel Hernández, escribe que «hay en este pueblo una creencia tan aferrada a la existencia de las brujas, que por mucho que trabaje, es difícil desarraigarla. Y cuidado que en el catecismo de adultos lo combato con todas mis fuerzas. Procuraremos trabajar todo lo posible para que desaparezca».
A las brujas de La Ribera se las llamaba «las urgas» y así lo recoge Antonio Llorente Maldonado de Guevara en su libro sobre las jornadas dialectales por el norte de la comarca:

Pasa, entonces, D. Clodo. Habíamos quedado en que hoy le acompañaría en la visita, y en efecto me voy con él. Como me quedan pocas horas de estar en el pueblo, si quiero lograr una visión aproximada del habla pereñala no tengo más remedio que hacer esto e interrogar a los niños de la escuela. Y no es método malo el acompañar al médico en su visita: se oye hablar en poco tiempo a personas de las más distintas edades y condiciones, y en su salsa, con toda naturalidad y confianza (el método se lo recomiendo a los futuros investigadores). Los enfermos se han debido de creer que soy un médico nuevo que voy a ejercitarme, y no se escaman nada. Hemos visitado a un viejecito al que, según él, le persiguen las brujas (las urgas): lo maltratan, lo llevan al campo, lo ahogan; y él, para defenderse dice que les da ahumaza, como a los conejos.
Seis jornadas de encuesta dialectal en Las Arribes del Duero (1989), Antonio Llorente